# Eleições estaduais em Santa Catarina em 2022
As eleições estaduais em Santa Catarina em 2022 ocorreram em 2 de outubro, como parte das eleições gerais no Brasil. Os eleitores elegeram um governador, vice-governador, um Senador, 16 representantes para a Câmara dos Deputados e 40 deputados da Assembleia Legislativa. O titular do cargo de governador era Carlos Moisés, do Republicanos, eleito em 2018 pelo PSL, e a vice-governadora era Daniela Reinehr. Para a eleição ao Senado Federal, esteve em disputa a vaga ocupada por Dário Berger, do PSB, eleito em 2014 pelo PMDB.
O governador e o vice-governador eleitos nesta eleição exercerão um mandato alguns dias mais longo. Isso ocorre devido a Emenda Constitucional n° 111, que alterou a Constituição e estipulou que o mandato dos governadores dos Estados e do Distrito Federal deverá ser iniciado em 06 de janeiro após a eleição. Entretanto, os candidatos eleitos nesta eleição assumem dia 1.º de janeiro de 2023 e entregam o cargo no dia 6 de janeiro de 2027. Em 30 de outubro de 2022, no segundo turno, o senador Jorginho Mello do PL, foi eleito governador com mais de 70% dos votos válidos.

## Calendário eleitoral
| Calendário eleitoral      | Calendário eleitoral                                                                       |
| ------------------------- | ------------------------------------------------------------------------------------------ |
| 15 de maio                | Início do financiamento coletivo dos pré-candidatos                                        |
| 20 de julho a 5 de agosto | Convenções partidárias para a escolha dos candidatos e das coligações                      |
| 2 de outubro              | Primeiro turno das eleições                                                                |
| 7 a 28 de outubro         | Propaganda eleitoral gratuita no rádio e na televisão relativa a um eventual segundo turno |
| 30 de outubro             | Eventual segundo turno das eleições                                                        |
| até 19 de dezembro        | Diplomação dos eleitos pela Justiça Eleitoral                                              |

## Candidatos ao governo de Santa Catarina
As convenções partidárias iniciaram-se no dia 20 de julho, se estendendo até 5 de agosto. Os seguintes partidos políticos já confirmaram suas candidaturas. Os partidos políticos têm até 15 de agosto de 2022 para registrar formalmente os seus candidatos.

### Candidatos confirmados
Nota: A tabela a seguir está organizada por ordem alfabética de candidatos de acordo com o nome registrado na Justiça Eleitoral.
| Governador(a)        | Governador(a) | Governador(a) | Cargo político anterior                          | Vice-Governador(a)             | Vice-Governador(a) | Vice-Governador(a) | Coligação/ Federação                                                               | Número eleitoral | Tempo de horário eleitoral |
| Candidato            | Partido       | Partido       | Cargo político anterior                          | Candidato                      | Partido            | Partido            | Coligação/ Federação                                                               | Número eleitoral | Tempo de horário eleitoral |
| Décio Lima           |               | PT            | Deputado federal de Santa Catarina (2007 – 2019) | Bia Vargas                     |                    | PSB                | Frente Democrática de Santa Catarina FE Brasil (PT, PCdoB, PV), Solidariedade, PSB | 13               | 2min12s                    |
| Esperidião Amin      |               | PP            | Senador de Santa Catarina (2019 – atualmente)    | Dalírio Beber                  |                    | PSDB               | Experiência Para Servir Santa Catarina PP, Fed. PSDB Cidadania, PTB                | 11               | 1min40s                    |
| Gean Loureiro        |               | UNIÃO         | Prefeito de Florianópolis (2017 – 2022)          | Eron Giordani                  |                    | PSD                | Bora Trabalhar UNIÃO, PSD, Patriota                                                | 44               | 2min23s                    |
| Jorge Boeira         |               | PDT           | Deputado federal de Santa Catarina (2011 – 2019) | Adilson Buzzi                  |                    | PDT                | Sem coligação                                                                      | 12               | 37s                        |
| Jorginho Mello       |               | PL            | Senador por Santa Catarina (2019 – 2023)         | Delegada Marilisa              |                    | PL                 | Sem coligação                                                                      | 22               | 43s                        |
| Leandro Borges       |               | PCO           | Sem cargo político anterior                      | Jair Fernandes de Aguiar Ramos |                    | PCO                | Sem coligação                                                                      | 29               | Sem tempo de rádio e TV    |
| Carlos Moisés        |               | Republicanos  | Governador de Santa Catarina (2019 – 2023)       | Udo Döhler                     |                    | MDB                | Santa Catarina Em Primeiro Lugar Republicanos, MDB, PODE, Avante, PSC, DC          | 10               | 1min49s                    |
| Odair Tramontin      |               | NOVO          | Sem cargo político anterior                      | Ricardo Althoff                |                    | NOVO               | Sem coligação                                                                      | 30               | 16s                        |
| Professor Alex Alano |               | PSTU          | Sem cargo político anterior                      | Gabriela Santetti              |                    | PSTU               | Sem coligação                                                                      | 16               | Sem tempo de rádio e TV    |
| Ralf Zimmer          |               | PROS          | Sem cargo político anterior                      | Ana Lúcia Meotti               |                    | PROS               | Sem coligação                                                                      | 90               | 16s                        |

## Candidatos ao Senado Federal
As convenções partidárias iniciaram-se no dia 20 de julho, se estendendo até 5 de agosto. Os seguintes partidos políticos já confirmaram suas candidaturas. Os partidos políticos têm até 15 de agosto de 2022 para registrar formalmente os seus candidatos.

### Candidaturas confirmadas
Nota: A tabela a seguir está organizada por ordem alfabética de candidatos de acordo com o nome registrado na Justiça Eleitoral.
| Senador(a)         | Senador(a) | Senador(a) | Cargo político anterior                                  | Suplentes               | Suplentes | Suplentes    | Suplentes          | Suplentes | Suplentes | Coligação/ Federação                                                               | Número eleitoral | Tempo de horário eleitoral |
| Candidato          | Partido    | Partido    | Cargo político anterior                                  | Candidato               | Partido   | Partido      | Candidato          | Partido   | Partido   | Coligação/ Federação                                                               | Número eleitoral | Tempo de horário eleitoral |
| Afrânio Boppré     |            | PSOL       | Vereador de Florianópolis (2013 – atualmente)            | Miriam Prochnow         |           | REDE         | Maria Cristina     |           | PSOL      | Fed. PSOL REDE                                                                     | 500              | 9s                         |
| Caroline Sant'anna |            | PCO        | Sem cargo político anterior                              | Douglas Santellano      |           | PCO          | Alessandro Leitão  |           | PCO       | Sem coligação                                                                      | 290              | Sem tempo de rádio e TV    |
| Celso Maldaner     |            | MDB        | Deputado federal por Santa Catarina (2007 – atualmente)  | Nazareno Martins        |           | Republicanos | Edinho Bez         |           | MDB       | Santa Catarina Em Primeiro Lugar Republicanos, MDB, PODE, Avante, PSC, DC          | 155              | 54s                        |
| Dário Berger       |            | PSB        | Senador por Santa Catarina (2015 – atualmente)           | José Fritsch            |           | PT           | Guaraci Fagundes   |           | PV        | Frente Democrática de Santa Catarina FE Brasil (PT, PCdoB, PV), Solidariedade, PSB | 400              | 1min05s                    |
| Gilmar Salgado     |            | PSTU       | Sem cargo político anterior                              | Marina Soares           |           | PSTU         | Tarcísio Eberhardt |           | PSTU      | Sem coligação                                                                      | 161              | Sem tempo de rádio e TV    |
| Hilda Deola        |            | PDT        | Vereadora de Itajaí (2021 – atualmente)                  | Adilson Buzzi           |           | PDT          | Gui Pereira        |           | PDT       | Sem coligação                                                                      | 123              | 18s                        |
| Jorge Seif         |            | PL         | Secretário Nacional de Pesca e Aquicultura (2019 – 2022) | Hermes Klann            |           | PL           | Adrian da Blukit   |           | PL        | Sem coligação                                                                      | 222              | 21s                        |
| Kennedy Nunes      |            | PTB        | Deputado Estadual por Santa Catarina (2011 – atualmente) | Bruno Bortoluzzi        |           | PSDB         | Ruti Rossi         |           | PTB       | Experiência Para Servir Santa Catarina PP, Fed. PSDB Cidadania, PTB                | 142              | 49s                        |
| Luiz Barboza       |            | NOVO       | Sem cargo político anterior                              | Helon Antonio Rebelatto |           | NOVO         | Cariny Figueiredo  |           | NOVO      | Sem coligação                                                                      | 300              | 8s                         |
| Raimundo Colombo   |            | PSD        | Governador de Santa Catarina (2011 – 2018)               | Ivandro de Souza        |           | UNIÃO        | David Fernandes    |           | Patriota  | Bora Trabalhar UNIÃO, PSD, Patriota                                                | 551              | 1min11s                    |

### Assembleia Legislativa
O resultado das últimas eleições estaduais e a situação atual da bancada da Assembleia Legislativa de Santa Catarina está abaixo:
| Filiação Partidária | Filiação Partidária | Membros | Membros    | +/–     |
| Filiação Partidária | Filiação Partidária | Eleitos | Atualidade | +/–     |
| ------------------- | ------------------- | ------- | ---------- | ------- |
|                     | MDB                 | 9       | 9          | Estável |
|                     | PL                  | 3       | 7          | 4       |
|                     | PSD                 | 5       | 4          | 1       |
|                     | PT                  | 4       | 4          | Estável |
|                     | UNIÃO               | 6       | 4          | 2       |
|                     | PP                  | 3       | 3          | Estável |
|                     | PODE                | 0       | 2          | 2       |
|                     | PSDB                | 2       | 2          | Estável |
|                     | Republicanos        | 1       | 2          | 1       |
|                     | NOVO                | 0       | 1          | 1       |
|                     | PDT                 | 2       | 1          | 1       |
|                     | PTB                 | 0       | 1          | 1       |
|                     | PSB                 | 3       | 0          | 3       |
|                     | PSC                 | 1       | 0          | 1       |
|                     | PV                  | 1       | 0          | 1       |
|                     | PSL                 | 6       | 4          | 2       |
| Total               | Total               | 40      | 40         | –       |

## Debates
| Data                   | Organizadores | Mediador               | Moisés (Republicanos) | Lima (PT) | Amin (PP) | Loureiro (UNIÃO) | Boeira (PDT) | Mello (PL) | Tramontin (NOVO) | Zimmer (PROS) | Não convidados                           |
| ---------------------- | ------------- | ---------------------- | --------------------- | --------- | --------- | ---------------- | ------------ | ---------- | ---------------- | ------------- | ---------------------------------------- |
| 6 de agosto de 2022    | SCC SBT       | Cláudio Prisco Paraíso | Presente              | Presente  | Presente  | Presente         | Presente     | Presente   | Presente         | Ausente       | Alex Alano (PSTU) Leandro Brugnago (PCO) |
| 27 de setembro de 2022 | NSC TV        | Raphael Faraco         | Presente              | Presente  | Presente  | Presente         | Presente     | Presente   | Presente         | Presente      | Alex Alano (PSTU) Leandro Brugnago (PCO) |

## Pesquisas de opinião

### Primeiro turno
O primeiro turno está marcado para acontecer em 2 de outubro de 2022.
| Institutos de opinião   | Datas de realização                | Entrevistados | Moisés Republicanos | Amin PP | Jorginho PL | Loureiro UNIÃO | Décio PT | Boeira PDT | Zimmer PROS | Tramontin NOVO | Alano PSTU | Outros | Abstenções/ Indecisos | Vantagem |
| Institutos de opinião   | Datas de realização                | Entrevistados |                     |         |             |                |          |            |             |                |            | Outros | Abstenções/ Indecisos | Vantagem |
| Ipec                    | 28–30 de setembro de 2022          | 1.008         | 20%                 | 12%     | 25%         | 14%            | 13%      | 0%         | 0%          | 2%             | 0%         | [ c ]  | 14%                   | 5%       |
| Jovem Pan/Mapa          | 21–23 de setembro de 2022          | 1.204         | 13,3%               | 11%     | 34,3%       | 12,7%          | 14,7%    | 1,1%       | 0,1%        | 2,5%           | 0,2%       | 0,2%   | 10%                   | 19,6%    |
| Ipec                    | 14–20 de setembro de 2022          | 800           | 20%                 | 15%     | 20%         | 14%            | 10%      | 1%         | 1%          | 2%             | 1%         | 1%     | 16%                   | Empate   |
| Jovem Pan/Mapa          | 14–16 de setembro de 2022          | 1.204         | 15%                 | 9,9%    | 32,1%       | 12,8%          | 14,8%    | 0,7%       | 0,1%        | 3,9%           | 0,4%       | 0,2%   | 9,9%                  | 17,1%    |
| IPC/Rádio Som Maior     | 8–10 de setembro de 2022           | 800           | 22,8%               | 17,3%   | 16,9%       | 9,8%           | 12,8%    | 2,8%       | 0,6%        | 0,8%           | 1,3%       | [ g ]  | 15,3%                 | 5,5%     |
| Tulipa Pesquisas        | 5–9 de setembro de 2022            | 1.537         | 18,74%              | 11,84%  | 18,93%      | 21,60%         | 11,84%   | 1,69%      | 0,78%       | 2,41%          | 0,65%      | 0,33%  | 11,19%                | 2,67%    |
| Jovem Pan/Mapa          | 30 de agosto–1 de setembro de 2022 | 1.204         | 18,8%               | 7,7%    | 27,7%       | 10,8%          | 14,4%    | 1,1%       | 0,2%        | 3,6%           | 0,2%       | 0,2%   | 15,6%                 | 8,9%     |
| Ipec                    | 20–23 de agosto de 2022            | 800           | 23%                 | 15%     | 16%         | 8%             | 6%       | 1%         | 1%          | 2%             | 1%         | 1%     | 27%                   | 7%       |
| Tulipa Pesquisas        | 15–17 de agosto de 2022            | 1.067         | 22,31%              | 13,50%  | 15,93%      | 18,18%         | 11,53%   | 2,72%      | 0,66%       | 3,84%          | 0,28%      | 0,37%  | 10,68%                | 4,13%    |
| IPC/Radio Som Maior     | 8 e 9 de julho de 2022             | 600           | 33,2%               | 21,2%   | 13,0%       | 10,6%          | 6,7%     | –          | 0,8%        | 0,5%           | –          | 10,2%  | 9,3%                  | 12%      |
| IPC/Radio Som Maior     | 8 e 9 de julho de 2022             | 600           | 34,8%               | 23,0%   | 15,5%       | 6,5%           | 7,5%     | –          | 1,2%        | 0,5%           | –          | –      | 11,0%                 | 11,8%    |
| IPC/Radio Som Maior     | 8 e 9 de julho de 2022             | 600           | 40,3%               | –       | 21,8%       | 9,0%           | 9,8%     | –          | 1,8%        | 0,8%           | –          | –      | 16,3%                 | 18,5%    |
| IPC/Radio Som Maior     | 8 e 9 de julho de 2022             | 600           | 36,7%               | 24,2%   | –           | 7,2%           | 8,0%     | –          | 1,2%        | 0,5%           | –          | 5,8%   | 11,0%                 | 12,2%    |
| Paraná Pesquisas        | 9 e 13 de junho de 2022            | 1.540         | 25,4%               | 12,1%   | 15,5%       | 10,6%          | 5,3%     | –          | 0,6%        | 1,5%           | –          | 10,2%  | 18,8%                 | 9,9%     |
| Paraná Pesquisas        | 9 e 13 de junho de 2022            | 1.540         | 28,6%               | –       | 17,9%       | 12,1%          | 6,2%     | –          | 1%          | 1,8%           | –          | 6,7%   | 25,8%                 | 10,7%    |
| Real Time Big Data      | 21 e 23 de maio de 2022            | 1.500         | 18%                 | 9%      | 14%         | 12%            | 9%       | –          | 2%          | 2%             | –          | 11%    | –                     | 4%       |
| IPC/SCemPauta           | 3 e 9 de março de 2022             | 1.502         | 19,3%               | –       | 18,6%       | 11,6%          | 7,7%     | –          | –           | 5,6%           | –          | 5,7%   | 31,5%                 | 0,7%     |
| Insituto Ranking Brasil | 10 e 14 de agosto de 2021          | 2.000         | 20%                 | 5%      | 12,25%      | 1,8%           | 8,2%     | –          | –           | 2,5%           | –          | 19,2%  | 31,05%                | 0,8%     |

### Segundo turno
O segundo turno ocorrerá no dia 30 de outubro de 2022.
Jorginho x Décio
| Institutos de opinião | Datas de realização      | Entrevistados | Jorginho PL | Décio PT | Abstenções/ Indecisos | Vantagem |
| Institutos de opinião | Datas de realização      | Entrevistados |             |          | Abstenções/ Indecisos | Vantagem |
| Real Time Big Data    | 25–26 de outubro de 2022 | 1.000         | 59%         | 27%      | 14%                   | 32%      |
| Jovem Pan/Mapa        | 24–25 de outubro de 2022 | 1.204         | 66,9%       | 28,8%    | 4,2%                  | 38,1%    |
| Veritá                | 17–20 de outubro de 2022 | 2.040         | 71,6%       | 20,4%    | 8%                    | 51,2%    |
| Real Time Big Data    | 18–19 de outubro de 2022 | 1.000         | 56%         | 25%      | 19%                   | 31%      |
| Jovem Pan/Mapa        | 17–18 de outubro de 2022 | 1.204         | 63,2%       | 32,8%    | 4,0%                  | 30,4%    |
| Ipec                  | 16–18 de outubro de 2022 | 800           | 59%         | 26%      | 15%                   | 33%      |
| Jovem Pan/Mapa        | 10–11 de outubro de 2022 | 1.204         | 60,1%       | 35,8%    | 2,9%                  | 24,3%    |

### Senador
| Institutos de opinião             | Datas de realização                                                                                                 | Entrevistados | Colombo PSD | Berger PSB | Maldaner MDB | Kennedy PTB | Seif PL | Barboza NOVO | Deola PDT | Boppré PSOL | Gilmar PSTU | Outros | Abstenções/ Indecisos                                                                                               | Vantagem |
| Institutos de opinião             | Datas de realização                                                                                                 | Entrevistados | | | | | | | | | | Outros | Abstenções/ Indecisos                                                                                               | Vantagem |
| Ipec                              | 28–30 de setembro de 2022                                                                                           | 1.008 | 31% | 16% | 10% | 11% | 19% | 4% | 3% | 3% | 1% | 3% | – | 12% |
| Ipec                              | 14–20 de setembro de 2022                                                                                           | 800 | 26% | 13% | 7% | 5% | 9% | 3% | 2% | 3% | 1% | 3% | 28% | 13% |
| Jovem Pan/Mapa[carece de fontes?] | 14–16 de setembro de 2022                                                                                           | 1.204 | 12,3% | 11,5% | 7,5% | 7,5% | 31,8% | 4,7% | 1,2% | 4,2% | 0,7% | 1,3% | 18% | 19,5% |
| IPC/Rádio Som Maior               | 8–10 de setembro de 2022                                                                                            | 800 | 39,3% | 11,3% | 3,5% | 10,3% | 8,5% | 1,3% | 1,8% | 0,5% | 0,9% | 2,9% | 14,9% | 28% |
| Tulipa Pesquisas                  | 5–9 de setembro de 2022                                                                                             | 1.537 | 25,26% | 11,19% | 9,43% | 5,53% | 12,69% | 1,56% | 1,69% | 2,86% | 0,13% | 2,21% | 27,45% | 12,57% |
| Jovem Pan/Mapa                    | 30 de agosto–1 de setembro de 2022                                                                                  | 1.204 | 19,1% | 6,7% | 6,7% | 5,7% | 23,3% | 4,1% | 2,4% | 5,4% | 0,3% | 2,1% | 24,4% | 4,2% |
| 19 de agosto de 2022              | O PSC retira a candidatura de Chris Stuart ao Senado Federal e decide apoiar a candidatura de Celso Maldaner (MDB). | O PSC retira a candidatura de Chris Stuart ao Senado Federal e decide apoiar a candidatura de Celso Maldaner (MDB). | O PSC retira a candidatura de Chris Stuart ao Senado Federal e decide apoiar a candidatura de Celso Maldaner (MDB). | O PSC retira a candidatura de Chris Stuart ao Senado Federal e decide apoiar a candidatura de Celso Maldaner (MDB). | O PSC retira a candidatura de Chris Stuart ao Senado Federal e decide apoiar a candidatura de Celso Maldaner (MDB). | O PSC retira a candidatura de Chris Stuart ao Senado Federal e decide apoiar a candidatura de Celso Maldaner (MDB). | O PSC retira a candidatura de Chris Stuart ao Senado Federal e decide apoiar a candidatura de Celso Maldaner (MDB). | O PSC retira a candidatura de Chris Stuart ao Senado Federal e decide apoiar a candidatura de Celso Maldaner (MDB). | O PSC retira a candidatura de Chris Stuart ao Senado Federal e decide apoiar a candidatura de Celso Maldaner (MDB). | O PSC retira a candidatura de Chris Stuart ao Senado Federal e decide apoiar a candidatura de Celso Maldaner (MDB). | O PSC retira a candidatura de Chris Stuart ao Senado Federal e decide apoiar a candidatura de Celso Maldaner (MDB). | O PSC retira a candidatura de Chris Stuart ao Senado Federal e decide apoiar a candidatura de Celso Maldaner (MDB). | O PSC retira a candidatura de Chris Stuart ao Senado Federal e decide apoiar a candidatura de Celso Maldaner (MDB). | O PSC retira a candidatura de Chris Stuart ao Senado Federal e decide apoiar a candidatura de Celso Maldaner (MDB). |
| Institutos de opinião             | Datas de realização                                                                                                 | Entrevistados | Colombo PSD | Berger PSB | Maldaner MDB | Kennedy PTB | Seif PL | Barboza NOVO | Deola PDT | Boppré PSOL | Chris PSC | Outros | Abstenções/ Indecisos                                                                                               | Vantagem |
| Institutos de opinião             | Datas de realização                                                                                                 | Entrevistados | | | | | | | | | | Outros | Abstenções/ Indecisos                                                                                               | Vantagem |
| Ipec                              | 20–23 de agosto de 2022                                                                                             | 800 | 26% | 9% | 7% | 6% | 4% | 3% | 1% | 1% | 1% | 3% | 40% | 17% |
| Tulipa Pesquisas                  | 15–17 de agosto de 2022                                                                                             | 1.067 | 28,20% | 11,06% | 9,28% | 6,47% | 8,06% | 2,44% | 1,69% | 3,19% | 0,47% | 3,09% | 26,05% | 17% |

## Resultados

### Governador[65]
| Candidato               | Candidato               | Vice                     | 1.º turno 2 de outubro de 2022 | 1.º turno 2 de outubro de 2022 | 2.º turno 30 de outubro de 2022 | 2.º turno 30 de outubro de 2022 |
| Candidato               | Candidato               | Vice                     | Votação                        | Votação                        | Votação                         | Votação                         |
| Candidato               | Candidato               | Vice                     | Total                          | Percentual                     | Total                           | Percentual                      |
| ----------------------- | ----------------------- | ------------------------ | ------------------------------ | ------------------------------ | ------------------------------- | ------------------------------- |
|                         | Jorginho Mello          | Marilisa Boehm (PL)      | 1.575.912                      | 38,61%                         | 2 983 949                       | 70,69%                          |
|                         | Décio Lima              | Bia Vargas (PSB)         | 710.859                        | 17,42%                         | 1.237.016                       | 29,31%                          |
|                         | Carlos Moisés           | Udo Dohler (MDB)         | 693.426                        | 16,99%                         | Não disputou                    | Não disputou                    |
|                         | Gean Loureiro           | Eron Giordani (PSD)      | 555.615                        | 13,61%                         | Não disputou                    | Não disputou                    |
|                         | Esperidião Amin         | Dalírio Beber (PSDB)     | 398.092                        | 9,75%                          | Não disputou                    | Não disputou                    |
|                         | Odair Tramontin         | Ricardo Althoff (NOVO)   | 114.087                        | 2,8%                           | Não disputou                    | Não disputou                    |
|                         | Jorge Boeira            | Adilson Buzzi (PDT)      | 24.809                         | 0,61%                          | Não disputou                    | Não disputou                    |
|                         | Alex Alano              | Gabriela Santetti (PSTU) | 4.395                          | 0,11%                          | Não disputou                    | Não disputou                    |
|                         | Ralf Zimmer             | Ana Meotti (PROS)        | 3.828                          | 0,10%                          | Não disputou                    | Não disputou                    |
|                         | Leandro Borges          | Jair de Aguiar (PCO)     | 829                            | 0,02%                          | Não disputou                    | Não disputou                    |
| Total de votos válidos  | Total de votos válidos  | Total de votos válidos   | 4.081.023                      | 91,28%                         | 4.220.965                       | 93,22                           |
| Votos em branco         | Votos em branco         | Votos em branco          | 223.025                        | 4,99%                          | 165.455                         | 3,66%                           |
| Votos nulos             | Votos nulos             | Votos nulos              | 166.742                        | 3,73%                          | 141.361                         | 3,12%                           |
| Votos anulados          | Votos anulados          | Votos anulados           | 829                            | 0,02%                          | 0                               | 0%                              |
| Total                   | Total                   | Total                    | 4.471.619                      | 81,54%                         | 4.527.781                       | 82,56%                          |
| Abstenção               | Abstenção               | Abstenção                | 1.012.343                      | 18,26%                         | 956.558                         | 17,44%                          |
| Eleitores aptos a votar | Eleitores aptos a votar | Eleitores aptos a votar  | 5.483.962                      | 100%                           | 5.483.962                       | 100%                            |

#### Esquema gráfico
| \| Primeiro turno - Esquema Gráfico \| Primeiro turno - Esquema Gráfico \| Primeiro turno - Esquema Gráfico \| Primeiro turno - Esquema Gráfico \| Primeiro turno - Esquema Gráfico \| \| -------------------------------- \| -------------------------------- \| -------------------------------- \| -------------------------------- \| -------------------------------- \| \| \| \| \| \| \| \| Jorginho Mello \| Jorginho Mello \| \| 38,61% \| 38,61% \| \| Décio Lima \| Décio Lima \| \| 17,42% \| 17,42% \| \| Carlos Moisés \| Carlos Moisés \| \| 16,99% \| 16,99% \| \| Gean Loureiro \| Gean Loureiro \| \| 13,61% \| 13,61% \| \| Esperidião Amin \| Esperidião Amin \| \| 9,75% \| 9,75% \| \| Odair Tramontin \| Odair Tramontin \| \| 2,80% \| 2,80% \| \| Jorge Boeira \| Jorge Boeira \| \| 0,61% \| 0,61% \| \| Alex Alano \| Alex Alano \| \| 0,11% \| 0,11% \| \| Ralf Zimmer \| Ralf Zimmer \| \| 0,10% \| 0,10% \| \| Leandro Borges \| Leandro Borges \| \| 0,02% \| 0,02% \| \| Brancos e Nulos \| Brancos e Nulos \| \| 7,72% \| 7,72% \| \| Abstenções \| Abstenções \| \| 18,26% \| 18,26% \| |                 |  |        |        |
| Primeiro turno - Esquema Gráfico |                 |  |        |        |
| |                 |  |        |        |
| Jorginho Mello | Jorginho Mello  |  | 38,61% | 38,61% |
| Décio Lima | Décio Lima      |  | 17,42% | 17,42% |
| Carlos Moisés | Carlos Moisés   |  | 16,99% | 16,99% |
| Gean Loureiro | Gean Loureiro   |  | 13,61% | 13,61% |
| Esperidião Amin | Esperidião Amin |  | 9,75%  | 9,75%  |
| Odair Tramontin | Odair Tramontin |  | 2,80%  | 2,80%  |
| Jorge Boeira | Jorge Boeira    |  | 0,61%  | 0,61%  |
| Alex Alano | Alex Alano      |  | 0,11%  | 0,11%  |
| Ralf Zimmer | Ralf Zimmer     |  | 0,10%  | 0,10%  |
| Leandro Borges | Leandro Borges  |  | 0,02%  | 0,02%  |
| Brancos e Nulos | Brancos e Nulos |  | 7,72%  | 7,72%  |
| Abstenções | Abstenções      |  | 18,26% | 18,26% |

| Segundo Turno- Esquema Gráfico | Segundo Turno- Esquema Gráfico | Segundo Turno- Esquema Gráfico | Segundo Turno- Esquema Gráfico | Segundo Turno- Esquema Gráfico |
| ------------------------------ | ------------------------------ | ------------------------------ | ------------------------------ | ------------------------------ |
|                                |                                |                                |                                |                                |
| Jorginho Mello                 | Jorginho Mello                 |                                | 70,69%                         | 70,69%                         |
| Décio Lima                     | Décio Lima                     |                                | 29,31%                         | 29,31%                         |
| Brancos e Nulos                | Brancos e Nulos                |                                | 6,78%                          | 6,78%                          |
| Abstenções                     | Abstenções                     |                                | 17,44%                         | 17,44%                         |

### Senador
| Candidato               | Candidato               | Turno único 2 de outubro de 2022 | Turno único 2 de outubro de 2022 |
| Candidato               | Candidato               | Votação                          | Votação                          |
| Candidato               | Candidato               | Total                            | Percentual                       |
| ----------------------- | ----------------------- | -------------------------------- | -------------------------------- |
|                         | Jorge Seif              | 1.484.110                        | 39,79%                           |
|                         | Raimundo Colombo        | 608.213                          | 16,30%                           |
|                         | Dário Berger            | 605.258                          | 16,23%                           |
|                         | Kennedy Nunes           | 443.425                          | 11,89%                           |
|                         | Celso Maldaner          | 304.799                          | 8,17%                            |
|                         | Afrânio Boppré          | 116.189                          | 3,11%                            |
|                         | Luiz Barboza Neto       | 99.107                           | 2,66%                            |
|                         | Hilda Deola             | 66.496                           | 1,78%                            |
|                         | Gilmar Salgado          | 2.657                            | 0,07%                            |
| Total de votos válidos  | Total de votos válidos  | 3.730.254                        | 91,28%                           |
| Votos em branco         | Votos em branco         | 380.138                          | 8,50%                            |
| Votos nulos             | Votos nulos             | 361.227                          | 8,08%                            |
| Votos anulados          | Votos anulados          | 0                                | 0,00%                            |
| Total                   | Total                   | 4.471.619                        | 81,54%                           |
| Abstenção               | Abstenção               | 1.012.343                        | 18,26%                           |
| Eleitores aptos a votar | Eleitores aptos a votar | 5.483.962                        | 100%                             |

#### Esquema gráfico
| \| Primeiro turno - Esquema Gráfico \| Primeiro turno - Esquema Gráfico \| Primeiro turno - Esquema Gráfico \| Primeiro turno - Esquema Gráfico \| Primeiro turno - Esquema Gráfico \| \| -------------------------------- \| -------------------------------- \| -------------------------------- \| -------------------------------- \| -------------------------------- \| \| \| \| \| \| \| \| Jorge Seif \| Jorge Seif \| \| 39,79% \| 39,79% \| \| Raimundo Colombo \| Raimundo Colombo \| \| 16,30% \| 16,30% \| \| Dário Berger \| Dário Berger \| \| 16,23% \| 16,23% \| \| Kennedy Nunes \| Kennedy Nunes \| \| 11,89% \| 11,89% \| \| Celso Maldaner \| Celso Maldaner \| \| 8,17% \| 8,17% \| \| Afrânio Boppré \| Afrânio Boppré \| \| 3,11% \| 3,11% \| \| Luiz Barboza Neto \| Luiz Barboza Neto \| \| 2,66% \| 2,66% \| \| Hilda Deola \| Hilda Deola \| \| 1,78% \| 1,78% \| \| Gilmar Salgado \| Gilmar Salgado \| \| 0,07% \| 0,07% \| \| Brancos e Nulos \| Brancos e Nulos \| \| 16,58% \| 16,58% \| \| Abstenções \| Abstenções \| \| 18,26% \| 18,26% \| |                   |  |        |        |
| Primeiro turno - Esquema Gráfico |                   |  |        |        |
| |                   |  |        |        |
| Jorge Seif | Jorge Seif        |  | 39,79% | 39,79% |
| Raimundo Colombo | Raimundo Colombo  |  | 16,30% | 16,30% |
| Dário Berger | Dário Berger      |  | 16,23% | 16,23% |
| Kennedy Nunes | Kennedy Nunes     |  | 11,89% | 11,89% |
| Celso Maldaner | Celso Maldaner    |  | 8,17%  | 8,17%  |
| Afrânio Boppré | Afrânio Boppré    |  | 3,11%  | 3,11%  |
| Luiz Barboza Neto | Luiz Barboza Neto |  | 2,66%  | 2,66%  |
| Hilda Deola | Hilda Deola       |  | 1,78%  | 1,78%  |
| Gilmar Salgado | Gilmar Salgado    |  | 0,07%  | 0,07%  |
| Brancos e Nulos | Brancos e Nulos   |  | 16,58% | 16,58% |
| Abstenções | Abstenções        |  | 18,26% | 18,26% |

### Deputados federais eleitos
Abaixo estão os 16 deputados federais eleitos por Santa Catarina. Caroline de Toni foi a mais votada, com 227.632 votos.

Número de deputados federais eleitos por partido
  PL: 6
  MDB: 3
  PT: 2
  PSD: 2
  UNIÃO: 1
  Cidadania: 1
  NOVO: 1

| Deputado eleito            | Porcentagem | Número de votos | Cidade Natal                          |
| -------------------------- | ----------- | --------------- | ------------------------------------- |
| Carol de Toni (PL)         | 5,72%       | 227.632 votos   | Chapecó, Santa Catarina               |
| Pedro Uczai (PT)           | 4,36%       | 173.531 votos   | Descanso, Santa Catarina              |
| Jorge Goetten (PL)         | 4,01%       | 159.339 votos   | Mirim Doce, Santa Catarina            |
| Ana Paula Lima (PT)        | 3,74%       | 148.781 votos   | Curitiba, Paraná                      |
| Carmen Zanotto (Cidadania) | 3,27%       | 130.138 votos   | Lages, Santa Catarina                 |
| Julia Zanatta (PL)         | 2,81%       | 111.588 votos   | Criciúma, Santa Catarina              |
| Ismael dos Santos (PSD)    | 2,78%       | 110.531 votos   | Blumenau, Santa Catarina              |
| Daniel Freitas (PL)        | 2,72%       | 108.001 votos   | Criciúma, Santa Catarina              |
| Valdir Cobalchini (MDB)    | 2,47%       | 98.124 votos    | São Lourenço do Oeste, Santa Catarina |
| Gilson Marques (NOVO)      | 2,21%       | 87.894 votos    | Rio do Sul, Santa Catarina            |
| Daniela Reinehr (PL)       | 2,13%       | 84.631 votos    | Maravilha, Santa Catarina             |
| Carlos Chiodini (MDB)      | 2,01%       | 80.089 votos    | Jaraguá do Sul, Santa Catarina        |
| Ricardo Guidi (PSD)        | 1,86%       | 74.066 votos    | Criciúma, Santa Catarina              |
| Zé Trovão (PL)             | 1,79%       | 71.140 votos    | São Paulo, São Paulo                  |
| Rafael Pezenti (MDB)       | 1,71%       | 68.208 votos    | Petrolândia , Santa Catarina          |
| Fabio Schiochet (UNIÃO)    | 1,3%        | 51.824 votos    | Jaraguá do Sul, Santa Catarina        |

### Deputados estaduais eleitos
Abaixo estão os 40 deputados estaduais eleitos por Santa Catarina. Ana Campagnolo tornou-se, em 2022, a deputada estadual mais votada da história de Santa Catarina, com 196.571 votos, superando Gelson Merísio, que, nas eleições de 2014, recebera 119.280 votos. 

Número de deputados estaduais eleitos por partido
  PL: 11
  MDB: 6
  PT: 4
  PODEMOS: 3
  PSD: 3
  UNIÃO: 3
  PP: 3
  PSDB: 2
  PDT: 1
  PTB: 1
  REPUBLICANOS: 1
  PSOL: 1
  NOVO: 1

| Deputado eleito            | Partido | Porcentagem | Número de votos |  | Cidade natal                          |
| -------------------------- | ------- | ----------- | --------------- |  | ------------------------------------- |
| Ana Campagnolo             | PL      | 4,88%       | 196.571         |  | Itajaí, Santa Catarina                |
| Luciane Carminatti         | PT      | 2,30%       | 92.478          |  | Chapecó, Santa Catarina               |
| Antídio Lunelli            | MDB     | 1,85%       | 74.500          |  | Corupá, Santa Catarina                |
| Sargento Lima              | PL      | 1,77%       | 71.185          |  | Belo Horizonte, Minas Gerais          |
| Mauro de Nadal             | MDB     | 1,66%       | 67.065          |  | Caibi, Santa Catarina                 |
| Maurício Eskudlark         | PL      | 1,63%       | 65.638          |  | Canoinhas, Santa Catarina             |
| Jerry Comper               | MDB     | 1,59%       | 64.145          |  | Ibirama, Santa Catarina               |
| Paulinha                   | PODE    | 1,46%       | 58.694          |  | Florianópolis, Santa Catarina         |
| Zé Milton                  | PP      | 1,40%       | 56.585          |  | Sombrio, Santa Catarina               |
| Mário Motta                | PSD     | 1,40%       | 56.363          |  | Santo André, São Paulo                |
| Jessé Lopes                | PL      | 1,37%       | 55.013          |  | Criciúma, Santa Catarina              |
| Fernando Krelling          | MDB     | 1,35%       | 54.320          |  | Joinville, Santa Catarina             |
| Julio Garcia               | PSD     | 1,24%       | 49.958          |  | Florianópolis, Santa Catarina         |
| Marcos Vieira              | PSDB    | 1,20%       | 48.466          |  | Florianópolis, Santa Catarina         |
| Carlos Humberto            | PL      | 1,15%       | 46.445          |  | Balneário Camboriú, Santa Catarina    |
| Altair Silva               | PP      | 1,14%       | 46.086          |  | Major Gercino, Santa Catarina         |
| Volnei Weber               | MDB     | 1,14%       | 45.995          |  | São Ludgero, Santa Catarina           |
| Ivan Naatz                 | PL      | 1,12%       | 45.304          |  | Blumenau, Santa Catarina              |
| Camilo Martins             | PODE    | 1,12%       | 44.925          |  | Palhoça, Santa Catarina               |
| Sergio Motta               | REPU    | 1,11%       | 44.666          |  | Rio de Janeiro, Rio de Janeiro        |
| Berlanda                   | PL      | 1,03%       | 41.488          |  | Curitibanos, Santa Catarina           |
| Marquito Marcos José Abreu | PSOL    | 1,00%       | 40.329          |  | Florianópolis, Santa Catarina         |
| Dr. Vicente                | PSDB    | 0,99%       | 39.797          |  | Blumenau, Santa Catarina              |
| Marcius Machado            | PL      | 0,99%       | 39.749          |  | Santa Maria, Rio Grande do Sul        |
| Neodi Saretta              | PT      | 0,96%       | 38.729          |  | Jaborá, Santa Catarina                |
| Napoleão Bernardes         | PSD     | 0,92%       | 36.923          |  | Blumenau, Santa Catarina              |
| Fabiano da Luz             | PT      | 0,87%       | 34.972          |  | Chapecó, Santa Catarina               |
| Delegado Egidio Ferrari    | PTB     | 0,87%       | 34.912          |  | Blumenau, Santa Catarina              |
| Tiago Zilli                | MDB     | 0,84%       | 33.733          |  | Timbé do Sul, Santa Catarina          |
| Jair Miotto                | UNIÃO   | 0,84%       | 33.682          |  | São Lourenço do Oeste, Santa Catarina |
| Massocco                   | PL      | 0,79%       | 31.659          |  | Concórdia, Santa Catarina             |
| Pepê Collaço               | PP      | 0,72%       | 28.809          |  | Tubarão, Santa Catarina               |
| Rodrigo Minotto            | PDT     | 0,71%       | 28.685          |  | Criciúma, Santa Catarina              |
| Repórter Sérgio Guimarães  | UNIÃO   | 0,69%       | 27.977          |  | Laguna, Santa Catarina                |
| Oscar Gutz                 | PL      | 0,67%       | 26.812          |  | Taió, Santa Catarina                  |
| Padre Pedro                | PT      | 0,67%       | 26.803          |  | Caxambu do Sul, Santa Catarina        |
| Marcos da Rosa             | UNIÃO   | 0,64%       | 25.845          |  | Laguna, Santa Catarina                |
| Soratto                    | PL      | 0,64%       | 25.622          |  | Tubarão, Santa Catarina               |
| Lucas Neves                | PODE    | 0,57%       | 23.053          |  | Lages, Santa Catarina                 |
| Matheus Cadorin            | NOVO    | 0,31%       | 12.390          |  | Joinville, Santa Catarina             |